# 카토 아이
카토 아이(일본어: 加藤 あい, 1982년 12월 12일 ~ )는 일본의 배우이다. 데뷔 당초는 본명인 카토 아이 (加藤 愛)로 활동했다.

## 내력
잡지 《피치레몬》 (Gakken)의 쥬니어 모델을 거치고, 1997년에 키무라 타쿠야 주연의 드라마 《기프트》로 배우로서 데뷔했다. 데뷔 직후부터, 10대라고는 생각되지 않을 만큼의 단정한 얼굴 생김새나 침착한 언행으로 주목받고 있었다.
1998년 11월에는, 히로스에 료코의 후임으로서 NTT 도코모 포켓벨의 CM에 기용되었다. 같은 해, 닛테레 제닉에 발탁된다. 시티 폰의 CM를 거치고, 2006년 10월까지 i모드나 휴대 전화 서비스의 이미지 캐릭터를 맡았다. 1999년에는, 《베스트 프렌드》 (TV 아사히 계열)로, 연속 드라마 첫 주연을 맡는다.
2001년 10월에는, 다음 해 1월부터 방송 개시의 드라마 《사람에게 상냥하게》 (후지 TV 계열)의 제작 발표회에 출석했지만, 컨디션 불량을 이유로 다음 달 강판을 발표했다 (대역은 호시노 마리). 그 후, 2002년 1월의 NTT 도코모 신 CM 제작 발표회에서, 대략 3개월 만에 공식 석상에 모습을 보였다.
2002년 4월에, 호리코시 고등학교로부터 아지아 대학 국제관계학부에 진학했다. 배우업과 학업의 양립을 완수한 끝에, 2005년 3월에 대학을 졸업했다. 대학에서는, 주로 국제법을 전공하고 있던 관계로, 〈국제법상의 테러리스트에 대해서〉라고 하는 졸업 논문을 냈다.
졸업 후에는, 《우미자루》 시리즈나 《파견의 품격》 등, 영화·텔레비전 드라마나 텔레비전 CM을 중심으로 활동. 2009년 4월부터는, 잡지 《with》에서 연재 기획을 시작했다.
텔레비전 CM에는, 데뷔 직후부터 안정된 페이스로 출연. 현재까지, NTTDoCoMo, 가네보, 이온 등의 대기업을 중심으로, 다수의 CM에 등장하고 있다. 8년간 담당한 NTT 도코모의 이미지 캐릭터에 대해서는, 〈그녀의 안정성을 기업이 높게 평가하고 있는 증거〉로서, 광고·영상 업계에서도 높게 평가되었다.
10사 이상의 CM에 등장하고 있던 2000년 전후에는, 미디어에서 〈CM 여왕〉이라고 불리기도 했다. 2001년 4월부터는, 〈24명의 영상 크리에이터가, 한정된 시간과 예산으로, 카토를 피사체에 24패턴의 30초 이미지 CM를 만든다〉라고 하는 컨셉아래에, 《24명 카토 아이》라고 하는 오치 마사토 프로듀스의 관 프로그램이 TBS에서 반 년간 방송되었다.
또, 인터뷰 등에서 공부 집안인 것을 공언하고 있던 고교 시절에는, 아사히 신문이나 히가시 스스무 하이 스쿨에 의한 대학 입시 관련의 캠페인에도 등장. 동 신문이 발행하고 있던 타블로이드판의 격주간지 《SEVEN》에서는, 동 세대를 대표하는 형태로 코멘테이터에 참가했다.
2010년, 데뷔 이래 재적하고 있던 소속 사무소인 문 더 차일드에서 섬데이로 이적했다.
2013년 11월 14일, 일반 남성과의 결혼을 발표했다. 혼인 신고는 11월 22일에 했다.
2015년 9월 14일, 미국에서 첫째 여자아이 출산을 밝혔다.

## 인물
교우 관계
고등학교의 동급생으로는, 후카다 쿄코나 나카네 카스미가 있다. 후카다와는, 게임 소프트 《유라시아 익스프레스 살인 사건》이나 영화 《신쥬쿠 소년 탐정단》에서 공동 출연한 적도 있고, 특히 사이가 좋았다. 현재는, 나카시마 미카·Crystal Kay·AI 등의 여성 아티스트와도 친하고, 그녀들이 출연하는 음악 프로그램에 토크 게스트로서 등장하기도 한다.
10대의 무렵부터, 7세 연상의 하타노 히로코와도 사이가 좋다. 《모리타 카즈요시 아워 와랏테 이이토모!》의 〈텔레폰 쇼킹〉 (2002년 6월 28일)로 하타노가 카토를 〈친구〉로서 소개했을 때에는, 하타노를 당당히 〈히로짱〉이라고 부르고 있었다. 후년 하타노가 《우치쿠루!?》에 게스트로 출연했을 때에도, 비디오 레터로 등장하고 있다.
취미
취미는 해외 여행으로, 어학 유학을 경험한 적도 있다. Gyao로 전달된 연속 드라마 〈맨해튼 다이어리즈〉의 촬영에서는, 대략 10개월에 걸쳐서 뉴욕에 체재하고 있었다 (2007년 1월 10일 발매의 《an·an》에 게재된 인터뷰로부터).
아토 카이와의 관계
이름이 아토 카이를 닮아 있기 때문에, 틀리기 쉽다. 프로그램에서, 〈24명 카토 아이〉의 패러디로, 〈24명의 아토 카이〉라고 하는 기획이 만들어진 적도 있다.
데뷔때의 에피소드
배우 데뷔를 기회로, 아이치 현으로부터 모친과 상경했다. 현재에도, 인터뷰 등에서 모친과의 사이의 좋은 점을 말하는 일이 있다.
《피치레몬》의 모델이 되기 전에, 14세 때 리하우스 걸의 오디션을 수험. 본명의 카토 아이 (加藤 愛)로 인터뷰를 받았을 때의 영상이, 《ASAYAN》 (TV 도쿄 계열)에서 방송되었다. 그 후, 《월간 데뷔》에 게재된 정보를 본 것을 계기로, 부모님에게 비밀로 (전 소속) 사무소의 오디션에 응모. 카토 자신이 포토 에세이 《일곱 빛깔의 사랑》으로 밝힌 것에 따르면, 서류 전형을 통과했을 때에는, 사무소의 스탭이 〈(카토를 비춘) 비디오만으로도 보냈으면 좋겠다〉라고 모친을 설득하는 일막이 있었다고 한다. 덧붙여서, 데뷔하고 나서 중학 3학년의 도중까지는, 일을 할 때마다 친가로부터 상경하고 있었다.
일 관련
넵튠의 심야 프로그램 《네프잇!》 (TV 아사히 계열)에 게스트로 출연했을 때에, 하라다 타이조가 분장하는 "하라다 신"의 〈배대되치기〉를 경험했다. 카토 자신도 후년, 《일곱 빛깔의 사랑》이나 인터뷰등에서, 그 경험을 술회 하고 있다. 덧붙여서, 2009년 5월 28일 방송의 《톤네루즈의 여러분 덕분입니다》 (후지 TV 계열) 내 〈신·쿠와즈기라이 왕 결정전〉에서 타마야마 테츠지와 대결했을 때에, 카토의 소개 씬으로 배대되치기의 순간의 영상이 흘러갔다.
축구 선수·나라자키 세이고의 팬을 공언하고 있었던 것이 인연으로, 2001년에는 《꽁치의 천국과 지옥》, 2003년에는 FIFA 컨페더레이션스컵의 다이제스트 프로그램에 각각 게스트로 출연했다 (모두 후지 TV 계열에서 방송).
2009년 5월 3일에는, 당시 출연하고 있던 《마녀 재판》 (후지 TV 계열의 연속 드라마)에 후쿠야마 마사하루의 악곡 《화신》이 사용된 관계로, 《후쿠야마 마사하루의 SUZUKI TALKING F.M.》 (TOKYO FM 제작, JFN 37국 넷 프로그램)에 게스트로서 등장. 〈연예계에 들어갔을 무렵에 마구 들은 곡〉으로서, 리퀘스트곡에 《HELLO》를 들고 있었다.
전 소속 사무소의 공식 사이트에서 무료 동영상을 전달하고 있던 2006년에는, 동영상에 의한 토크 프로그램 〈카페 유카이〉에 레귤러로 출연. 텔레비전에서는 볼 수 없었던 본모습을 피로하고 있었다.

## 출연

### 텔레비전 드라마
- 기프트 (1997년, 후지 TV) - 와카나 역
- 이상한 나라의 17세 (1997년, 나고야 TV·드라마 랜드 11) - 카키누마 케이코 역
- 괜찮아 엄마 (1997년, 츄부 닛폰 방송·드라마 30) - 미우라 나나 역
- 하미다시형사 정열계 II 제9화 〈복수 살인! 호출기로 불려 간 여자〉 (1997년, TV 아사히)
- 사랑스런 미라이짱 4화 〈경치가 좋은 방 A Room with a View〉 (1997년, TV 아사히)
- 성자의 행진 (1998년, TBS)
- 스위트 데빌 (1998년, TV 아사히) - 단바라 히나 역
- P.A.~프라이빗 여배우 (1998년, 닛폰 TV) - 코엔지 루이 역
- 위험한 방과후 (1999년, TV 아사히) - 나가사와 쿄코 역
- 베스트 프렌드 (1999년, TV 아사히) - 주연·세토 키요카역
- 동창회에 어서 오십시오 ~너무 늦은 여름의 귀향~ (1999년 8월 16일, TBS) - 나카하라 나츠오 역
- 이케부쿠로 웨스트 게이트 파크(I.W.G.P.) (2000년, TBS) - 시부사와 히카루 역
- 나니와 금융도 5 (2000년, 후지 TV) - 시마 나나코 역
- 한 여름의 메리 크리스마스 (2000년, TBS) - 아카자 나츠미 역
- 천국에 제일 가까운 남자·교사 편 (2001년, TBS) - 쿠로자와 히나코 역
- 상처 투성이의 러브송 (2001년, 칸사이 TV) - 카와하라 유카 역
- 얀파파 (2002년, TBS) - 코바야시 리사 역
- 마이 리틀 세프 ※제6화 게스트 (2002년, TBS) - 나가하라 스즈코 역
- 첫사랑.com (2003년, 닛폰 TV) - 사쿠라이 하루카 역
- 네가 추억이 되기 전에 (2004년, 칸사이 TV) - 토미타 치히로 역
- 견신가의 일족 《아무도 모르는 긴다이치 고스케》 (2004년, 후지 TV) - 노노미야 타마요 역
- 부부. (2004년, TBS) - 야마구치 나호 역
- 남동생 (2004년, TV 아사히) - 이시하라 노리코(18 ~ 34세) 역
- 우미자루 -UMIZARU EVOLUTION- (2005년, 후지 TV) - 이자와 칸나 역
- 히로시마 쇼와 20년 8월 6일 (2005년, TBS) - 야지마 노부코역
- 일요외화극장 특별 기획 〈풍림화산〉 (2006년, TV 아사히) - 유히메 역
- 파견의 품격 (2007년 1월 ~ 3월, 닛폰 TV) - 모리 미유키 역
- 기묘한 이야기 '07 봄의 특별편 〈가상 메모리〉 (2007년, 후지 TV) - 타치바나 유키에역
- 드림☆어게인 (2007년 10월 ~ 12월, 닛폰 TV) - 니노미야 사츠키 역
- 그 날, 우리들의 생명은 화장지보다 가벼웠다~카우라 포로 수용소로부터의 대탈주 (2008년, 닛폰 TV) - 아사쿠라 마이 역
- 스크랩 teacher~교사 재생~ (2008년 10월 ~ 12월, 닛폰 TV) - 타키 유코 역
- 신의 물방울 ※제2화 게스트 (2009년, 닛폰 TV) - 미즈사와 카오리 역
- 마녀 재판 (2009년 4월 ~ 7월, 후지 TV) - 와타나베 이즈미역
- 리밋트 -형사의 현장2- (2009년 7월 ~ 8월, NHK 종합) - 아오이 마리아 역
- 일하는 곤! ※게스트 (2009년, 닛폰 TV)
- 팀 바티스타 2 제너럴 루즈의 개선 (2010년 4월 ~ 7월, 칸사이 TV) - 이즈미 하루카 역
- 시바토라·안녕히, 동안 형사 스페셜 (2010년, 후지 TV) - 키리노 야요이 역
- 자만 형사 ※제1화 게스트 (2010년, TBS) - 키사키 에리코 역
- FACE MAKER ※제1화 게스트 (2010년, 요미우리 TV) - 히구치 레이미 역
- 팀 바티스타 SP 2011~안녕히 제너럴! 천재 구명의는 사랑하는 사람을 구할 수 있을까∼ (2011년 1월 2일, 칸사이 TV) - 이즈미 하루카 역
- 히가시노 게이고 3부작 스페셜 〈브루투스의 심장〉 (2011년 6월 17일, 후지 TV) - 나카모리 유미에 역
- 마쓰모토 세이초 드라마 스페셜 모래의 그릇 (2011년 9월 10일·11일, TV 아사히) - 타도코로 사와코역
- 팀 바티스타 3 아리아드네의 탄환 ※제8화 (2011년, 칸사이 TV) - 이즈미 하루카 역 (우정 출연)
- Olympus 드라마 스페셜 빛나는 벽화 (2011년 10월 1일, TV 아사히) - 소네 쿄코 역
- 나와 스타의 99일 ※제6·8·9화 게스트 (2011년, 후지 TV) - 쿠마다 코즈에 역
- 타이라노 키요모리 (2012년, NHK) - 아키코 역
- 성스러운 괴물들 (2012년, 1월 ~ 3월, TV 아사히) - 휴가 케이코 역
- 스트로베리 나이트 ※제6화 〈감염유희〉 게스트 (2012년 2월 14일, 후지 TV) - 타카노 마유미 역
- 삼색털 고양이 홈즈의 추리 ※제3·4화 게스트 (2012년 4월 28일·5월 5일, 닛폰 TV) - 나가에 케이코 역
- 히가시노 게이고 미스테리즈 ※제5화 〈달콤해야 하는데〉 게스트 (2012년 8월 2일, 후지 TV) - 나카가와 나오미 역
- 치프 플라이트 (2013년 3월 1일, 닛폰 TV) - 에노모토 유키 역
- 극북 랩소디 (2013년 3월 19일·20일, NHK) - 나미키 코즈에 역
- 금요 프레스테이지 미야베 미유키 드라마 스페셜 《쓸쓸한 사냥꾼》 (2013년 9월 20일, 후지 TV) - 아다치 아키코 역
- 잘 먹었습니다 (2013년, NHK) - 무라이 아키코 역
- 바다 위의 진료소 ※제1화 게스트 (2013년 10월 14일, 후지 TV) - 무라카미 미즈키 역
- Dr.DMAT (2014년 1월 ~ 3월, TBS) - 요시오카 린 역

### 영화
- 신쥬쿠 소년 탐정단 (1998년, 쇼치쿠) - 나나츠키 쿄코 역
- 극장판 포켓몬스터 결정탑의 제왕 ENTEI (2000년, 토호) - 린 역
- 웃음의 대학 (2004년, 토호) - 비어홀의 여급 역
- 우미자루 우미잘 (2004년, 토호) - 이자와 칸나 역
- LIMIT OF LOVE 우미자루 (2006년, 토호) - 이자와 칸나 역
- THE LAST MESSAGE 우미자루 (2010년, 토호) - 센자키 칸나 역
- BRAVE HEARTS 우미자루 (2012년, 토호) - 센자키 칸나 역
- 어나더 Another (2012년, 토호·카도카와) - 미카미 레이코 역
- 팀 바티스타 FINAL 케르베로스의 초상 (2014년, 토호) - 이즈미 하루카 역

### 버라이어티 프로그램
레귤러로 출연한 프로그램만
- 그라비아 미소녀 (MONDO21)
- AXEL (TV 아사히)
- 학교에 가자! (TBS, 1999년 4월 ~ 2001년 3월)
- 사랑 보이 사랑 걸 (후지 TV)
- 24인의 카토 아이 (TBS, 2001년 4월 ~ 2001년 9월)

### 정보 프로그램
- 넷 파라다이스 (TV 아사히, 2001년 4월 ~ 2002년 9월)

### 음악 프로그램
모두 AI의 친구로서 게스트 출연
- 우리들의 음악 -OUR MUSIC- (후지 TV, 2006년 9월 1일 방송)
- Music Lovers (닛폰 TV, 2009년 2월 15일, 2010년 10월 18일 방송)

### 그 외
모두 NHK 공문서로 영상이 보존되고 있다
- 하이비젼 스페셜 연기 아득하게 세계 SL 기행 제5회 〈이탈리아 사르데냐섬~고이토와 있던 3일간~〉 (NHK, 2001년 4월 27일)
- 테츠코의 방 (TV 아사히, 2006년 5월 12일) 게스트 출연
- 스튜디오 파크로부터 안녕하세요 (NHK, 2009년 7월 10일) 게스트 출연

### WEB
- 맨해튼 다이어리즈 (2007년, GyaO) - 주연·타치바나 리아 역

### 라디오
- 카토 아이 20분 단판승부! (1999년 4월 ~ 2001년 3월, 닛폰 방송) - 1시 라디오 후쿠시마에도 넷

### 게임
- 유라시아 익스프레스 살인사건 (1998년) - 모리사와 치나츠 역

## 수상
- 엘란도르상 신인상 (2001년)